# Хорошовський район
Хорошевський (рос. Хорошёвский) — адміністративний район у Москві, входить до складу Північного адміністративного округу. Населення станом на 1 січня 2017 року – 67 694 осіб, площа 9,88 км².
Район утворено 5 липня 1995 року.
На території району розташовані станції метро Аеропорт, Бігова.